# Condado de Pierce (Dakota do Norte)
O Condado de Pierce é um dos 53 condados do estado norte-americano da Dakota do Norte. A sede do condado é Rugby, e sua maior cidade é Rugby. O condado possui uma área de 2 803 km² (dos quais 197 km² estão cobertos por água), uma população de 4 675 habitantes, e uma densidade populacional de 1,5 hab/km² (segundo o censo nacional de 2000).